# Шахдидар
Шахдидар, супруга Гази Хузрев-бега, једна је од првих и ретких оснивачица вакуфа. Према доступним, оскудним изворима, Шахдидар је рођена у Сарајеву, те се спомиње да је била робиња код Гази Хусрев-бегове сестре Неслишах. Међутим, Гази Хузрев-бег је ослободио и са њом скопио брак, чинећи је кадуном (hatuna). Била је једина жена Гази Хусрев-бега и нису имали деце. Према доступним подацима, живела је дуго након мужеве смрти 1541. године. Постала је вакифа када је саградила џамију и мектеб уз ту џамију.
У дефтеру из 1604. године стоји запис:
“Zadužbina Šahdidar, supruge umrlog Husrev-bega u gradu Sarajevu. Vrijednost zavještanih sredstava je 115.000 akči. Namijenjena su za izgradnju mesdžida i mekteba.”

## Проблематика утврђивања Шахдидаркиног идентитета и вакуфа
У многим изворима, Шахдидар се не наводи именом и презименом, али ни титулом супруге Гази Хузрев-бега. Потврду да је Шахдидар заиста била супруга Гази Хусрев-бега, најпознатијег босанског намесника, налазимо у сиџилу (судском протоколу) из османског доба, који се води под бројем 1 у фонду архивске грађе у Гази Хусрев-беговој библиотеци у Сарајеву. У том сиџилу се налази препис вакуфнаме која се односи на ”вакуф Шахдидар, Гази Хусрев-бегове супруге”. 